# مفاعل AP1000

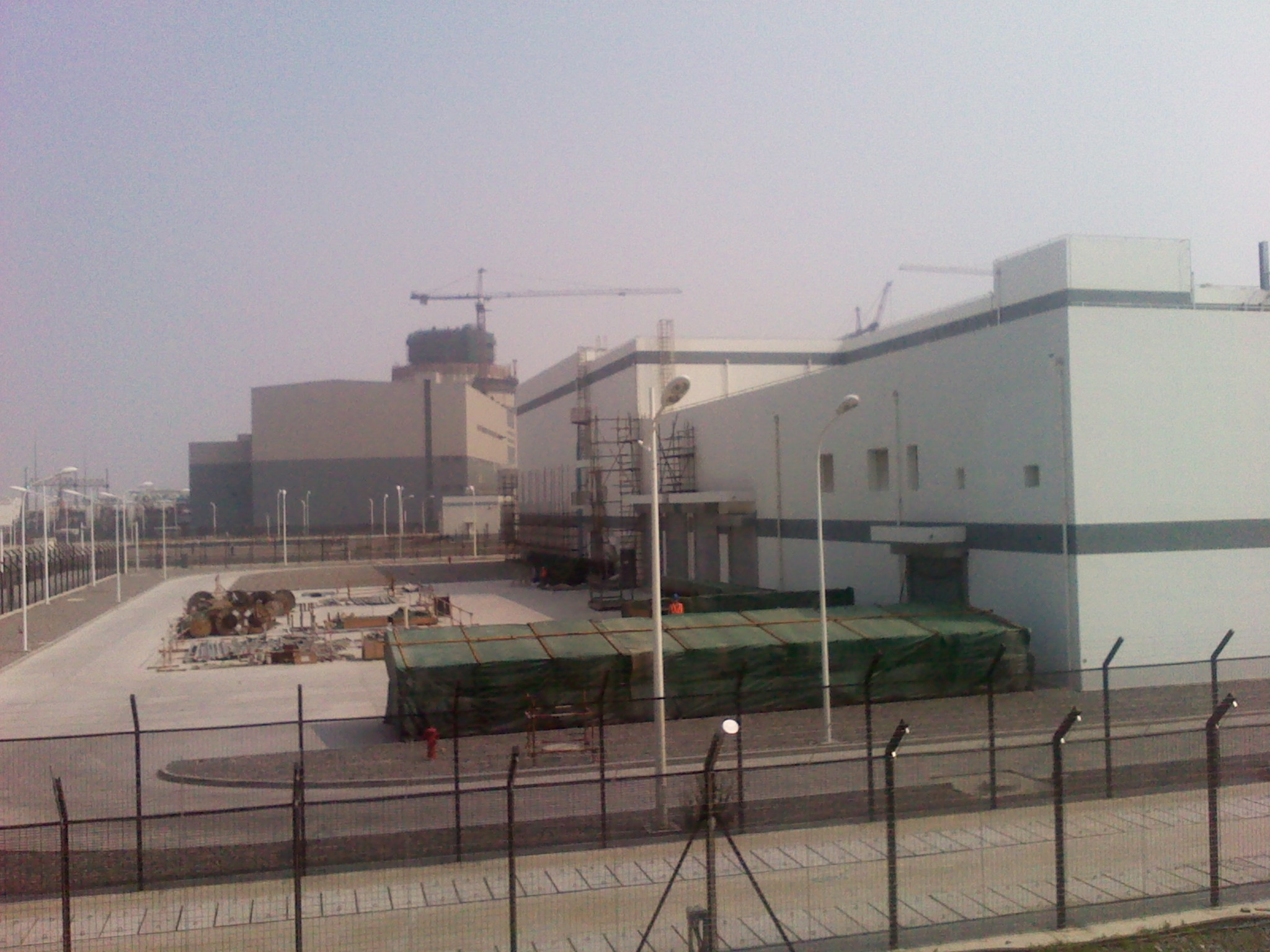
محطة سانمن للطاقة النووية بالصين

 مفاعل AP1000  هي محطة طاقة نووية صممت بواسطة شركة وستنجهاوس الكتريك.

## نبذة
المحطة عبارة عن  مفاعل يعمل بواسطة الماء المضغوط مع تحسين استخدام السلامة النووية السلبي.
بدأ أول مفاعل من نوع AP1000 عملياته في الصين في محطة سانمن  للطاقة النووية حيث أصبحت الوحدة الأولى  أول مفاعل من نوع AP1000 في يونيو 2018.